# سوردروپ (دهانه)
سوردروپ یک دهانه برخوردی در ماه‌ است.